# Les convoyeurs attendent
Pour plus de détails, voir Fiche technique et Distribution.
Les convoyeurs attendent est un film franco-belgo-helvétique de Benoît Mariage réalisé en 1999.

## Synopsis
À l'aube de l'an 2000, Roger, énergique père de famille belge, photographe à la rubrique « chiens écrasés » d'un journal local, aspire à un avenir meilleur et se met en tête de faire accomplir à son fils un exploit pour entrer dans le Livre des records et gagner une voiture : ouvrir et fermer une porte plus de 40 000 fois en 24 heures ! Mais tout ne se déroule pas comme prévu.

## L'origine du titre
« Les convoyeurs attendent » est une expression colombophile utilisée en Belgique. Les convoyeurs sont chargés d'amener les pigeons sur le lieu du lâcher mais si la météo est mauvaise, le lâcher est retardé. Pour prévenir les propriétaires des oiseaux, la radio signale « les convoyeurs attendent ».

## Fiche technique
- Titre : Les convoyeurs attendent
- Réalisation : Benoît Mariage
- Scénario : Benoît Mariage avec la collaboration d'Emmanuelle Bada et de Jean-Luc Seigle
- Musique : Stéphane Huguenin et Yves Sanna
- Décors : Chris Cornil
- Costumes : Anne Fournier
- Photographie : Philippe Guilbert
- Son : Olivier Hespel
- Mixage : Philippe Baudhuin
- Montage : Philippe Bourgueil
- Production : Dominique Janne
- Sociétés de production : K-Star, K2SA
- Société de distribution : Mars Films (France)
- Pays de production :  Belgique,  France,  Suisse
- Langue originale : français
- Genre : comédie dramatique
- Sortie : 14 mai 1999 (Festival de Cannes), 19 mai 1999 (Belgique), 15 septembre 1999 (France)

## Distribution
- Benoît Poelvoorde : Roger Closset (Le père)
- Morgane Simon : Louise Closset (La fille)
- Bouli Lanners : l'entraîneur
- Dominique Baeyens : Madeleine Closset (La mère)
- Philippe Grand'Henry : Félix
- Jean-François Devigne : Michel Closset (Le fils)
- Lisa Lacroix : Jocelyne
- Philippe Nahon : Le responsable
- Edith Le Merdy : Edith
- Patrick Audin : Patrick
- Claude Caudron : l'instituteur
- Simone Tasiaux : la speakerine de la radio
- Philippe Résimont : le présentateur
- Renaud Rutten : le colombophile agressif

## Réception
L'accueil critique réservé au film fut globalement positif, avec une moyenne de 3,5/5 selon Allociné. Les critiques ont notamment salué unanimement la prestation des comédiens, ainsi que la poésie douce-amère qui se dégage du film. Télérama décrit « Réalisé dans un noir et blanc qui tient à distance le plat naturalisme, ce film, construit sur un enchaînement de figures libres, est une bonne surprise ». Certains titres comme Première et Le Monde se plaignent cependant du manque de construction dans l'intrigue. 

### Box-office
Le film a fait 124 888 entrées en France.

## Distinctions
- Grand prix au Festival international du film de Stockholm de 1999